# Nerillidium troglochaetoides
Nerillidium troglochaetoides är en ringmaskart som beskrevs av Adolf Remane 1925. Nerillidium troglochaetoides ingår i släktet Nerillidium och familjen Nerillidae. Arten är reproducerande i Sverige. Inga underarter finns listade i Catalogue of Life.